# Димитър Кръстев (филолог)
Вижте пояснителната страница за други личности с името Димитър Кръстев.
Димитър Тодоров Кръстев е български литературен историк, доцент по теория на литературата в Пловдивския университет „Паисий Хилендарски“.

## Биография
Роден е на 19 май 1967 г. в Русе. Завършва Българска филология във Великотърновския университет „Св. св. Кирил и Методий“ (1993).
Защитава дисертационен труд на тема „Българската литературна история. Концепции и проекти (Методологически и епистемологически аспекти на литературноисторическото знание)“ и получава образователната и научна степен „доктор“ (2000, научен ръководител проф. д-р Симеон Янев).
През учебната 2000 – 2001 година е редовен асистент по теория на литературата в Шуменския университет „Епископ Константин Преславски“. От октомври 2001 г. е асистент, от 2002 г. – старши асистент, от 2004 г. – главен асистент, а от 2016 г. доцент по теория на литературата в Пловдивския университет.
Лектор по български език, литература и култура в Санктпетербургския държавен университет (през учебните 2007 – 2008 и 2008 – 2009).

### Учебници и учебни помагала
- Литература за 9. клас. Учебник за задължителна и профилирана подготовка, Велико Търново: Слово, 2001, 208 с. (в съавт. с проф. дфн Димитър Кенанов).
- Ново ръководство за ученика по литература за 12. клас. Велико Търново: Слово, 2002, 408 с. (в съавт. с доц. д-р Сава Василев).

### Студии и статии
- „Литературният историк пред ямата на парадоксите“. – В: сп. Литературата (издание на Университетското Вазово общество), С., 1998, кн. 8, с. 52 – 68
- „Междутекстовост и рецепция на лирическия цикъл“. – В: Лингвистика на литературния текст и теория на литературата. Международна научна конференция 23-25 октомври 1998. В памет на доцент Христо Тодоров. ВТ, 2000, с. 111 – 117.
- „Време и музика в повествователния изказ на Васил Попов“. – В: Писателят „Това красиво човечество“. Васил Попов. Изследвания. Материали. Спомени. Велико Търново: Фабер, 2001, с. 71 – 77.
- „Царици на нощта“ – реактивиране на смисъла“. – В: П. К. Яворов. Съвременни интерпретации. Велико Търново: Слово, 2002, с. 305 – 315.
- „Канон и/или агон. Литературноисторическите (ре)конструкции“. – В: Краят на модерността? Култура и критика. Част III. С., 2003, с. 416 – 449.
- „Коридорите на пръстена (Бележки към поетиката на дебютната книга на Гео Милев)“. – В: сп. Участ, издание за литература, изкуство, общество. Издание на писатели от Южна България, бр. 1, 2005, 9 – 17.
- „Литературно-исторический проект Всеволода Дмитриевича Андреева и идея славянской общности“. – В: Метафора вертикали. Исследования последних лет. Сборник, посвещенный 75-летнему юбилею Всеволода Дмитриевича Андреева. Филологический факультет СПбГУ. Санкт-Петербург, 2005, с. 23 – 29.
- „Разказите на паметта срещу наратива на Историята (Бележки по полетата на романа „Девети“ от Анчо Калоянов)“. – В: Алманах за литература и изкуство „Света гора“, бр. 7 (Ж), 2006, с. 130 – 134.
- „Между възхвалата на думите и магнетизма на цезурите“. – В: Литература на отминалото половин столетие. Велико Търново, 2007.